# Нюмбрехт
Нюмбрехт (нім. Nümbrecht) — громада в Німеччині, знаходиться в землі Північний Рейн-Вестфалія. Підпорядковується адміністративному округу Кельн. Входить до складу району Обербергішер.
Площа — 71,78 км2. Населення становить 17 068 ос. (станом на 31 грудня 2020).